# Chris Tordini
Christopher Tordini (1984) is een Amerikaanse jazzzanger, -contrabassist en -percussionist.

## Biografie
Tordini studeerde in het Jazz and Contemporary Music Program aan The New School University met o.a. Rory Stuart, Ari Hoenig en George Garzone, met wie hij ook optrad. Na zijn afstuderen in 2006 werd hij lid van Andy Milne's band Dapp Theory (album Layers of Chance, 2008); Sindsdien heeft hij ook gewerkt met o.a. Greg Osby, Jeremy Pelt, Jim Black, Andrew D'Angelo, Yaron Herman (Follow the White Rabbit, 2010), Logan Richardson, Becca Stevens / Gretchen Parlato (Earthquake / Tsunami Relief, Sunnyside Records, 2009), Matt Mitchell en Jean-Michel Pilc.
Op het gebied van de jazz was hij tussen 2007 en 2013 betrokken bij 17 opnamesessies. Onder zijn eigen naam nam hij het album First Lessons Upright Bass op. Hij heeft ook gewerkt aan opnamen van Billy Hart (Sixty-Eight, 2009), Okkyung Lee (Noisy Love Songs, 2010), Tyshawn Sorey (Oblique-I, 2011) en The Claudia Quintet (september 2013). Momenteel (2013) werkt hij met Kris Davis, Michael Dessen, Erik Friedlander, Tigran Hamasyan en Chris Speed.
- Gemeinsame Normdatei: 112676132X
- International Standard Name Identifier: 0000 0001 1967 8813
- Library of Congress Control Number: no2011082046
- MusicBrainz: 3d3c6190-897c-429d-9cb8-b03113c68b91
- Système universitaire de documentation: 157066983
- Virtual International Authority File: 170620337
- WorldCat: E39PBJj8JqgBgkMdDTC9d36Myd